# بایا جی
بایا جی (به انگلیسی: Bhaiyya Ji) فیلم هندی اکشن دلهره آور زبان هندی است که در سال ۲۰۲۴ اکران شد، کارگردان فیلم آپورو سینگ کارکی است که خود او به همراه دیپاک کینگرانی، نویسندگان فیلم بودند. بازیگر اصلی فیلم مانوج باجپایی است که نام فیلم برگرفته از شخصیتی است که او نقش آفرینی کرده است، مانوج بعد از اینکه در فیلم درام حقوقی با عنوان فقط یک آدم معمولی کافی است (به هندی: Sirf Ek Bandaa Kaafi Hai) (۲۰۲۳) به کارگردانی آپورو سینگ کارکی نقش آفرینی کرد، این فیلم بعدی است که این دو دوباره در یک فیلم با هم همکاری دارند. فیلم در روز ۲۴ مه ۲۰۲۴ اکران گردید.